# Nectandra herrerae
Nectandra herrerae es una especie de fanerógama en la familia de Lauraceae. 
Es endémica de Perú. Está amenazada por destrucción de hábitat. Es un árbolito o arbusto, aparentemente restringido a los bosques del área baja del Santuario Histórico Machu Picchu. Los datos de distribución altitudinal de esta especie indican que ha sido recolectada en menos de 100 m de variación altitudinal. Si bien algunas poblaciones se conocen de un área protegida, la localidad recibe fuerte presión por incremento urbano. 

## Fuente
- World Conservation Monitoring Centre 1998. Nectandra herrerae. 2006 IUCN Lista Roja de Especies Amenazadas; 22 de agosto de 2007

- Datos: Q1330324